# Döbrököz
Döbrököz ist eine ungarische Gemeinde im Kreis Dombóvár im Komitat Tolna.

## Geografische Lage
Döbrököz liegt zehn Kilometer nordöstlich der Kreisstadt Dombóvár an dem Fluss Kapos.  Nachbargemeinden sind Kurd sowie der Ortsteil Gunarasfürdő von Dombóvár.

## Geschichte
Im Jahr 1913 gab es in der damaligen Großgemeinde 860 Häuser und 4163 Einwohner auf einer Fläche von 5675 Katastraljochen. Sie gehörte zu dieser Zeit zum Bezirk Dombóvár im Komitat Tolna.

## Infrastruktur
In Döbrököz gibt es Kindergarten, Hauptschule, Hausarztpraxis, Apotheke, Bücherei, Post, Bürgermeisteramt sowie eine römisch-katholische und eine methodistische Kirche.

## Sehenswürdigkeiten
- Jüdischer Friedhof (Zsidó temető)
- Römisch-katholische Kirche Szent Imre herceg, erbaut 1901–1902 im neoromanischen Stil
- Römisch-katholische Friedhofskapelle Feltámadt Krisztus, erbaut 1902
- Römisch-katholische Kapelle Kisboldogasszony, erbaut 1931
- Szent-Antal-Statue
- Weltkriegsdenkmal (I. és II. világháborús emlékmű)

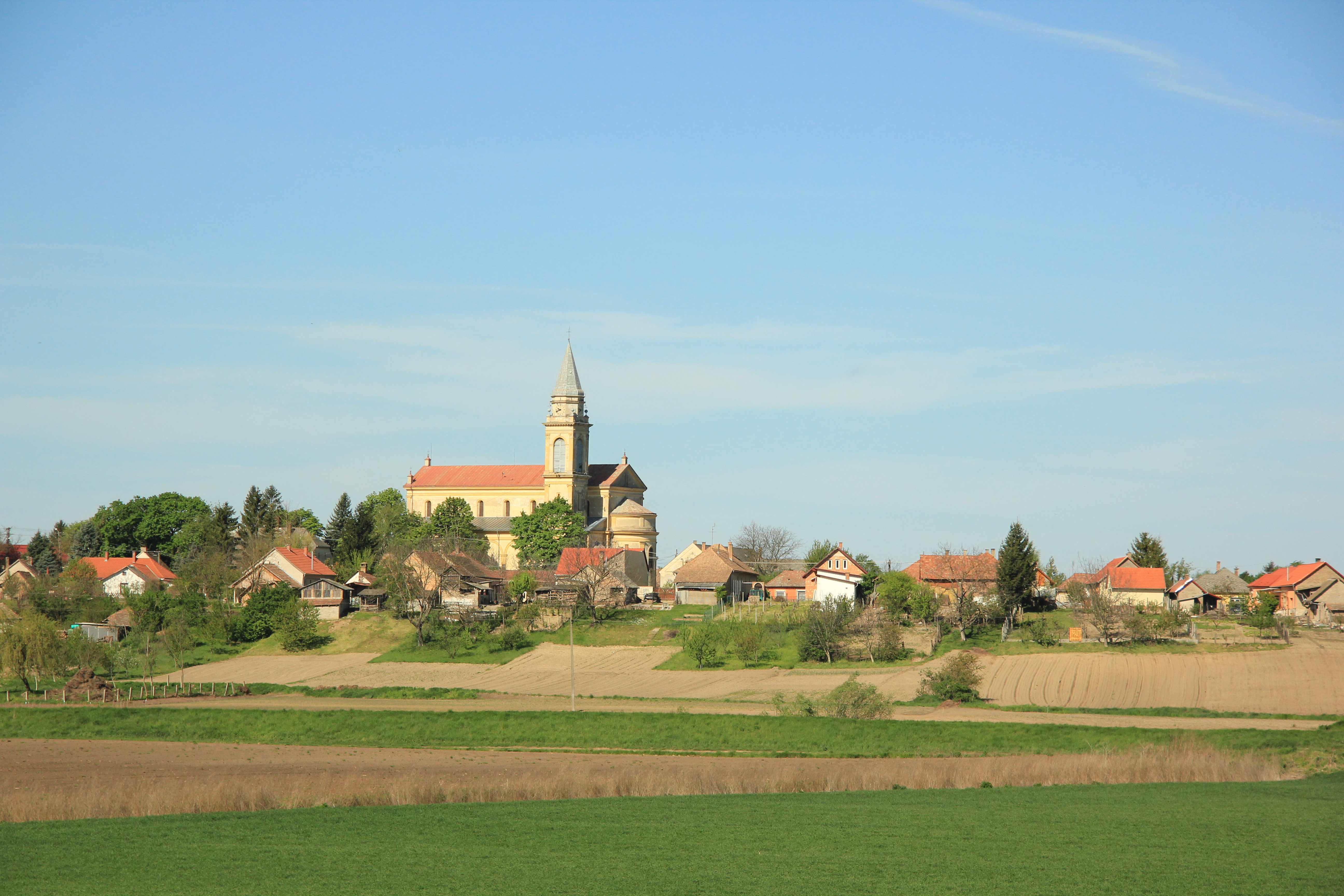
Blick auf Döbrököz mit der röm.-kath. Kirche Szent Imre herceg
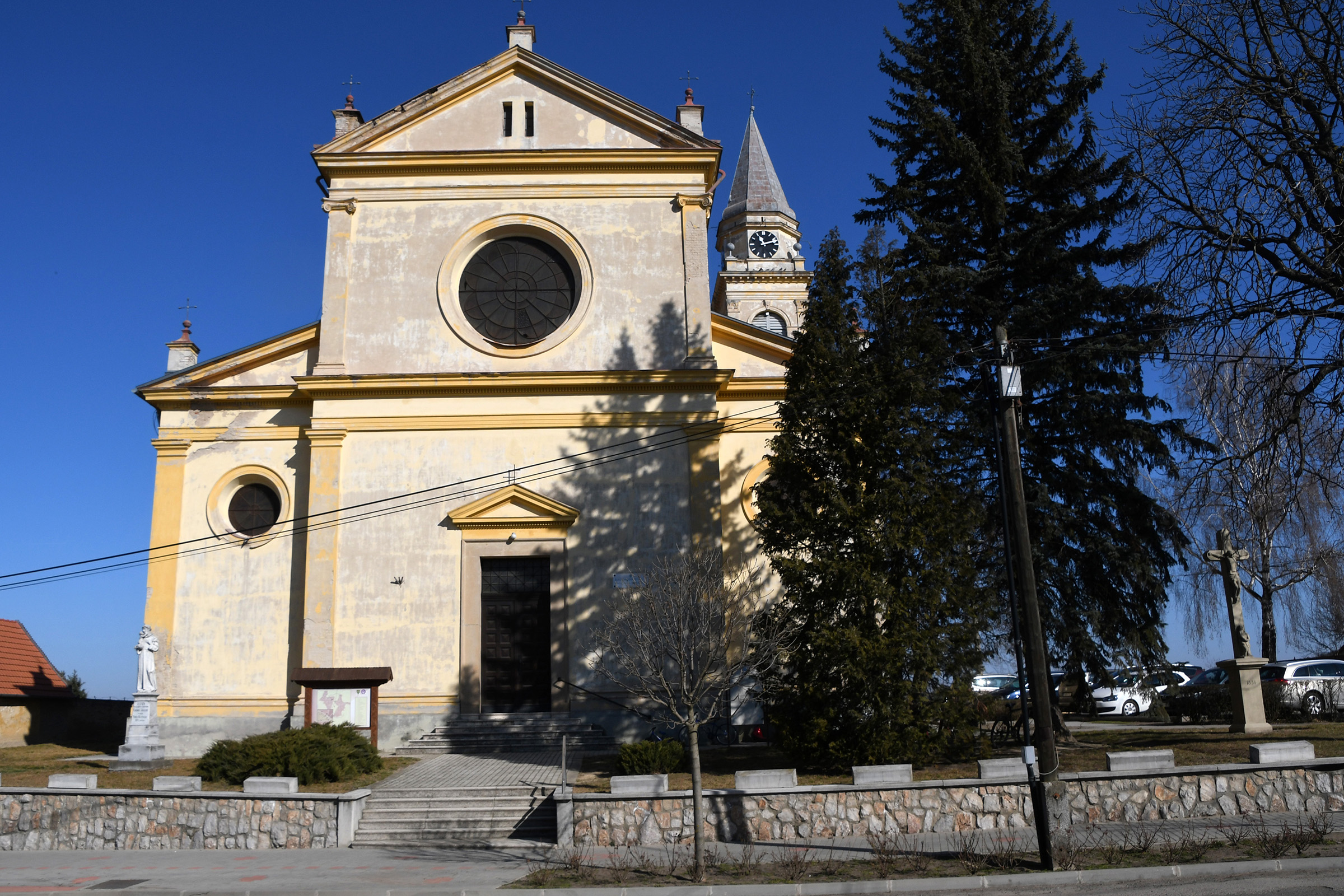
Röm.-kath. Kirche Szent Imre herceg
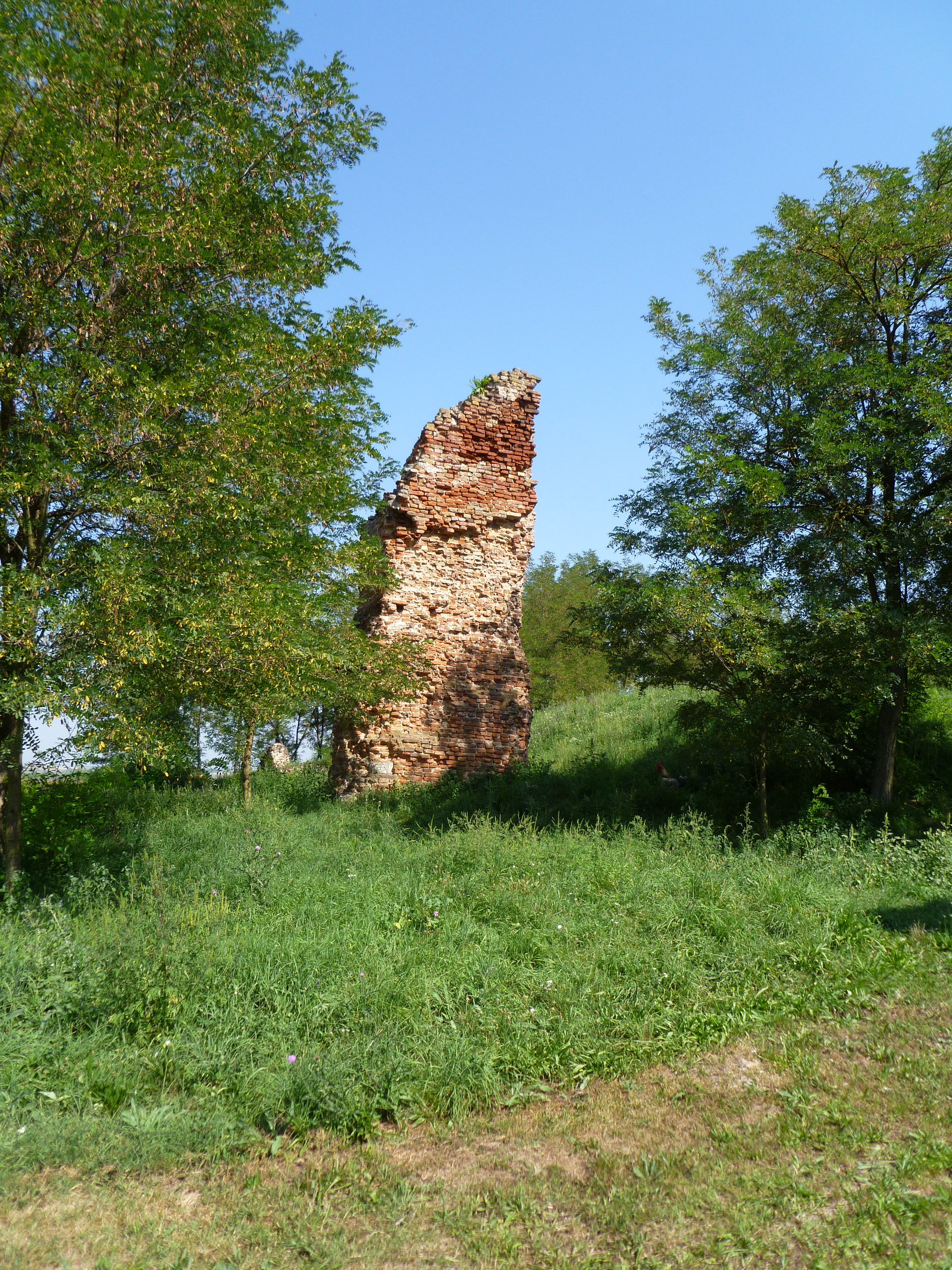
Reste der Burgruine Werbőczy

## Verkehr
Durch Döbrököz verläuft die Landstraße Nr. 6532. Die Gemeinde ist angebunden an die Eisenbahnstrecke von Budapest nach Szentlőrinc.